# Luis Cristaldo
Luis Héctor Cristaldo Ruiz Díaz (* 31. August 1969 in Formosa, Argentinien) ist ein ehemaliger bolivianischer Fußballspieler, der meist in der Innenverteidigung eingesetzt wurde.

## Leben
Cristaldo kam 1969 in Formosa zur Welt. Mit 15 Jahren zog er nach Santa Cruz de la Sierra, Bolivien. Dort war sein erster Jugendverein die Tahuichi Academy. Mit 18 Jahren gab er sein Debüt in der Liga de Fútbol Profesional Boliviano.

### Vereinskarriere
Cristaldo spielte zwischen 1988 und 1998 in der Liga de Fútbol Profesional Boliviano. Viermal wurde er bolivianischer Meister, darunter einmal 1990 mit Oriente Petrolero aus Santa Cruz de la Sierra sowie 1994, 1996 und 1997 mit Club Bolívar aus La Paz. 1994 wurde er an den argentinischen Verein Textil Mandiyú ausgeliehen. 1998 folgte der Wechsel nach Spanien zu Sporting Gijón. Ein Jahr später wechselte er nach Paraguay zu Club Cerro Porteño. 2001 kehrte er wieder zurück in die Heimat und spielte bis 2011 in der Liga de Fútbol Profesional Boliviano.

### Nationalmannschaft
Cristaldo gab sein Debüt in der Nationalmannschaft am 10. September 1989 in einem Qualifikationsspiel zur Fußball-Weltmeisterschaft gegen Uruguay. Das Spiel ging mit 0:2 verloren. Bei der Fußball-Weltmeisterschaft 1994 kam er zweimal zum Einsatz. Zwischen 1989 und 2005 machte er insgesamt 93 Länderspiele und schoss fünf Tore.

## Erfolge

### Verein
Oriente Petrolero
- Meister der Liga de Fútbol Profesional Boliviano: 1990

Club Bolívar
- Meister der Liga de Fútbol Profesional Boliviano: 1994, 1996, 1997